# Renato di Borbone-Parma
Renato di Borbone-Parma (nome completo Renato Carlo Maria Giuseppe) (Schwarzau am Steinfeld, 17 ottobre 1894 – Copenaghen, 30 luglio 1962) è stato un militare spagnolo fu principe di Parma.

## Biografia
Settimo figlio del duca Roberto I di Parma, e della sua seconda moglie, Maria Antonia di Braganza, una delle figlie dell'esiliato re Michele I del Portogallo. Dall'unione dei due matrimoni, si formò una grande famiglia con più di quindici fratelli. Due dei più famosi sono, l'imperatrice Zita d'Austria, ed il principe Felice, consorte di Carlotta, granduchessa di Lussemburgo.

## Matrimonio
Sposò, il 9 giugno 1921, a Copenaghen, la principessa Margherita, figlia di Valdemaro di Danimarca e di Maria d'Orléans. Anche se suo padre era luterano, Margherita venne allevata dalla madre alla fede cattolica. I suoi genitori si erano accordati prima del matrimonio che tutti i loro figli sarebbero stati allevati come luterani, la religione del padre, mentre le loro figlie sarebbero state allevate attraverso la religione cattolica.
Renato e Margherita ebbero quattro figli:
- Giacomo Maria Antonio Roberto Valdemaro Carlo Felice Sisto Ansgaro (9 giugno 1922 – 5 novembre 1964), sposò nel 1947 la Contessa Birgitte di Holstein-Ledreborg dalla quale ebbe quattro figli:
  - Principe Philipp Georg di Borbone-Parma (22 gennaio 1949), sposò nel 1979 Annette Smith da cui ebbe due figli:
    - Principe Jacques di Borbone-Parma (1986);
    - Principe Joseph Axel di Borbone-Parma (1989), sposò nel 2018 Anna Louise Budd dalla quale ebbe un figlio:
      - Principe Arthur di Borbone-Parma (21 gennaio 2021).

  - Principessa Lorraine di Borbone-Parma (27 giugno 1951);
  - Principe Alain di Borbone-Parma (15 maggio 1955), sposò nel 2001 Inge Birgitte Vedel Andersen.
- Anna Maria Antonia Francesca Zita Margherita (18 settembre 1923 - 1 agosto 2016), sposò il re Michele I di Romania dal quale ha avuto cinque figlie;
- Michele Maria Xavier Waldemaro Giorgio Roberto Carlo Eymar (4 marzo 1926 - 7 luglio 2018), sposò in prime nozze la principessa Yolande de Broglie-Revel, dalla quale ha avuto cinque figli, e, in seconde nozze, la principessa Maria Pia di Savoia dalla quale non ha avuto figli:
  - Principessa Inès di Borbone-Parma (9 maggio 1952 – 20 ottobre 1981), ebbe una figlia illegittima;
  - Principe Erik di Borbone-Parma (28 agosto 1953 – 21 gennaio 2021), sposò nel 1980 la Contessa Lydia di Holstein-Ledreborg dalla quale ebbe cinque figli:
    - Principessa Antonia di Borbone-Parma (10 giugno 1981);
    - Principessa Marie Gabrielle di Borbone-Parma (23 dicembre 1982);
    - Principessa Alexia di Borbone-Parma (7 marzo 1985), sposò nel 2007 Fabian Davis;
    - Principe Michel di Borbone-Parma (12 febbraio 1989);
    - Principe Henri di Borbone-Parma (14 ottobre 1991), sposò nel 2020 l'Arciduchessa Maria Gabriella d'Austria dalla quale ebbe due figlie:
      - Principessa Victoria di Borbone-Parma (30 ottobre 2017);
      - Principessa Anastasia di Borbone-Parma (5 settembre 2021).

  - Principessa Sibilla di Borbone-Parma (10 novembre 1954), sposò nel 1997 Craig Richards;
  - Principessa Vittoria di Borbone-Parma (8 novembre 1957), sposò nel 1974 il Barone Ernesto di Gecmen-Waldek dal quale ebbe due figli;
  - Principe Carlo Emanuele di Borbone-Parma (3 giugno 1961), sposò nel 1991 la Baronessa Constance de Ravinel dalla quale ebbe quattro figli:
    - Principe Amaury di Borbone-Parma (30 ottobre 1991);
    - Principessa Charlotte di Borbone-Parma (18 luglio 1993);
    - Principessa Elizabeth di Borbone-Parma (12 giugno 1996);
    - Principessa Zita di Borbone-Parma (1 aprile 1999).
- Andrea Maria (6 marzo 1928 - 22 ottobre 2011), sposò nel 1960 Marina Gacry da cui ebbe tre figli:
  - Principessa Tania Sophie di Borbone-Parma (13 novembre 1961), si sposò nel 1988 con Gilbert Jacques Marcel Bécaud ed ebbe figli;
  - Principessa Astrid di Borbone-Parma (22 settembre 1964);
  - Principe Axel di Borbone-Parma (18 settembre 1967), si sposò nel 1996 con Raphael de Montagnon ed ebbe figli:
    - Principe Côme di Borbone-Parma (1997);
    - Principessa Alix Jehanne Marina di Borbone-Parma (2000);
    - Principessa Aure Ghislaine Marie di Borbone-Parma (2004).

Renato era cittadino francese. Poche settimane prima della nascita del loro primo figlio, Renato e la moglie si trasferirono a Parigi in modo da garantire al figlio la cittadinanza francese.

## Seconda Guerra Mondiale
Allo scoppio della seconda guerra mondiale, Renato si recò in Finlandia e si arruolò, come volontario, nell'esercito finlandese. Dopo la guerra, Renato e la sua famiglia fuggirono negli Stati Uniti.

## Ultimi anni e morte
La famiglia visse in povertà. Risiedevano principalmente in Francia. Nel 1939 fuggirono dai nazisti rifugiandosi in Spagna. Da lì si recarono in Portogallo e poi trasferirsi definitivamente negli Stati Uniti.
Nel 1953, venne fermato mentre si trovava in Danimarca e secondo una dichiarazione resa dalla polizia, per guida in stato di ebbrezza. A causa di questa leggerezza, Federico IX di Danimarca gli proibì di guidare per un anno, costringendolo di fatto ad assumere un autista.
Nel 1964, il figlio maggiore, il principe Giacomo, appassionato di sport motoristici morì in un incidente stradale su una strada della Danimarca. Renato stesso morì il 30 luglio 1962.

## Ascendenza
|                                           |                            |                                             | Genitori                                       |  |  | Nonni |  |  | Bisnonni                  |  |  | Trisnonni             |  |
|                                           |                            |                                             |                                                |  |  |       |  |  | Carlo Ludovico di Borbone |  |  | Ludovico I di Etruria |  |
|                                           |                            |                                             |                                                |  |  |       |  |  | Carlo Ludovico di Borbone |  |  | Ludovico I di Etruria |  |
|                                           |                            | Maria Luisa di Borbone-Spagna               |                                                |  |  |       |  |  | Carlo Ludovico di Borbone |  |  |                       |  |
| Carlo III di Parma                        |                            |                                             |                                                |  |  |       |  |  | Carlo Ludovico di Borbone |  |  |                       |  |
|                                           |                            | Maria Teresa di Savoia                      | Vittorio Emanuele I di Savoia                  |  |  |       |  |  |                           |  |  |                       |  |
|                                           |                            | Maria Teresa di Savoia                      | Vittorio Emanuele I di Savoia                  |  |  |       |  |  |                           |  |  |                       |  |
|                                           |                            | Maria Teresa di Savoia                      | Maria Teresa d'Austria-Este                    |  |  |       |  |  |                           |  |  |                       |  |
| Roberto I di Parma                        |                            | Maria Teresa di Savoia                      |                                                |  |  |       |  |  |                           |  |  |                       |  |
|                                           |                            | Carlo di Borbone-Francia                    | Carlo X di Francia                             |  |  |       |  |  |                           |  |  |                       |  |
|                                           |                            | Carlo di Borbone-Francia                    | Carlo X di Francia                             |  |  |       |  |  |                           |  |  |                       |  |
|                                           |                            | Carlo di Borbone-Francia                    | Maria Teresa di Savoia                         |  |  |       |  |  |                           |  |  |                       |  |
| Luisa Maria di Borbone-Francia            |                            | Carlo di Borbone-Francia                    |                                                |  |  |       |  |  |                           |  |  |                       |  |
|                                           |                            | Carolina di Borbone-Due Sicilie             | Francesco I delle Due Sicilie                  |  |  |       |  |  |                           |  |  |                       |  |
|                                           |                            | Carolina di Borbone-Due Sicilie             | Francesco I delle Due Sicilie                  |  |  |       |  |  |                           |  |  |                       |  |
|                                           |                            | Carolina di Borbone-Due Sicilie             | Maria Clementina d'Asburgo                     |  |  |       |  |  |                           |  |  |                       |  |
| Renato di Borbone-Parma                   |                            | Carolina di Borbone-Due Sicilie             |                                                |  |  |       |  |  |                           |  |  |                       |  |
|                                           | Giovanni VI del Portogallo | Pietro III del Portogallo                   |                                                |  |  |       |  |  |                           |  |  |                       |  |
|                                           | Giovanni VI del Portogallo | Pietro III del Portogallo                   |                                                |  |  |       |  |  |                           |  |  |                       |  |
|                                           | Giovanni VI del Portogallo | Maria I del Portogallo                      |                                                |  |  |       |  |  |                           |  |  |                       |  |
| Michele del Portogallo                    | Giovanni VI del Portogallo |                                             |                                                |  |  |       |  |  |                           |  |  |                       |  |
|                                           |                            | Carlotta Gioacchina di Borbone-Spagna       | Carlo IV di Spagna                             |  |  |       |  |  |                           |  |  |                       |  |
|                                           |                            | Carlotta Gioacchina di Borbone-Spagna       | Carlo IV di Spagna                             |  |  |       |  |  |                           |  |  |                       |  |
|                                           |                            | Carlotta Gioacchina di Borbone-Spagna       | Maria Luisa di Borbone-Parma                   |  |  |       |  |  |                           |  |  |                       |  |
| Maria Antonia di Braganza                 |                            | Carlotta Gioacchina di Borbone-Spagna       |                                                |  |  |       |  |  |                           |  |  |                       |  |
|                                           |                            | Costantino di Löwenstein-Wertheim-Rosenberg | Carlo Tommaso di Löwenstein-Wertheim-Rosenberg |  |  |       |  |  |                           |  |  |                       |  |
|                                           |                            | Costantino di Löwenstein-Wertheim-Rosenberg | Carlo Tommaso di Löwenstein-Wertheim-Rosenberg |  |  |       |  |  |                           |  |  |                       |  |
|                                           |                            | Costantino di Löwenstein-Wertheim-Rosenberg | Sofia di Windisch-Grätz                        |  |  |       |  |  |                           |  |  |                       |  |
| Adelaide di Löwenstein-Wertheim-Rosenberg |                            | Costantino di Löwenstein-Wertheim-Rosenberg |                                                |  |  |       |  |  |                           |  |  |                       |  |
|                                           |                            | Agnese di Hohenlohe-Langenburg              | Carlo Ludovico I di Hohenlohe-Langenburg       |  |  |       |  |  |                           |  |  |                       |  |
|                                           |                            | Agnese di Hohenlohe-Langenburg              | Carlo Ludovico I di Hohenlohe-Langenburg       |  |  |       |  |  |                           |  |  |                       |  |
|                                           |                            | Agnese di Hohenlohe-Langenburg              | Amalia Enrichetta di Solms-Baruth              |  |  |       |  |  |                           |  |  |                       |  |
|                                           |                            | Agnese di Hohenlohe-Langenburg              |                                                |  |  |       |  |  |                           |  |  |                       |  |